# Edith Zimmermann
Edith Zimmermann, född 1 november 1941 i Lech am Arlberg, är en österrikisk före detta alpin skidåkare.
Zimmermann blev olympisk silvermedaljör i störtlopp vid vinterspelen 1964 i Innsbruck.